# Аззам, Абд ар-Рахман Хасан
Абдул Рахман Хассан Аззам, Аззам-паша (8 марта 1893, Гиза, Османская империя — 1976) — египетский государственный деятель и дипломат, первый генеральный секретарь Лиги арабских государств (ЛАГ) в 1945—1952.

## Биография
Родился в зажиточной крестьянской семье. В 1912 г. поступил в медицинскую школу при больнице св. Томаса. Через определённое время он отправился на Балканы, проводя много времени в Стамбуле , Албании и Анатолии и встречаясь с различными политическими активистами. По возвращении в Египет ему было запрещено британскими оккупационными властями заниматься политической деятельностью из-за националистических взглядов. Он поступает в каирскую медицинскую школу Каср аль-Айни.
Аззам принимал активное участие в движении сопротивления итальянской оккупации Ливии (1915-23). 1 июня 1919 г. по итогам переговоров с оккупационными властями был разработан Основной Закон Триполитании, наделявший местных жителей итальянским гражданством и политическими правами. Однако Италия отказалась его принимать, в январе 1924 г. вместе с королём Идрисом I эмигрировал в Египет.
В 1924 г. был избран в местный[какой?] парламент. В 1931 г. представлял Египет на Генеральной Исламской конференции в Иерусалиме, которую проигнорировали официальные власти страны, но Аззам и несколько других депутатов приняли в ней участие как представители оппозиции. По её итогам политик был избран в Исполнительный комитет Конгресса. В 1932 г. он выходит из партии Вафд и становится союзником короля Фарука I.
В 1936 г. назначен послом в Ираке и Иране, а в 1937 г. — в Саудовской Аравии.
В 1945—1952 гг. — первый генеральный секретарь Лиги арабских государств. На этом посту осудил антиеврейские беспорядки в Египте 2-3 ноября 1945. В то же время решительно отклонил еврейские притязания на Палестину (1946). В 1948 г. способствовал объединению арабских сил по противодействию политики Израиля в отношении арабской части Палестины.
Аззаму приписывается цитата о необходимости полного уничтожения Израиля, которая одними историками признается, другие утверждают, что она была изменена, хотя понятия «уничтожение» и «опасная резня» присутствуют в обоих случаях.
По мнению историков израильских историков Гершуни и Джеймса Янковского, Аззам отрицал происхождение египтян как потомков фараонов, считая, что современный Египет был сформированы, прежде всего, под влиянием арабских религии, обычаев, языка и культуры.